# Ouèdèmè
Ouèdèmè è un arrondissement del Benin situato nella città di Glazoué (dipartimento delle Colline) con 10.621 abitanti (dato 2006).